# 塞尔焦·巴莱西奥
塞尔焦·巴莱西奥（義大利語：Sergio Ballesio，1934年9月15日—），意大利男子曲棍球运动员。他曾代表意大利国家队参加1960年夏季奥林匹克运动会曲棍球比赛，获得第十三名。